# Große Landesausstellung Baden-Württemberg
Unter der Bezeichnung Große Landesausstellung können die elf staatlichen Museen aus Baden-Württemberg ihre Bestände zu ausgewählten Themen präsentieren. Die Großen Landesausstellungen in Baden-Württemberg befassen sich hauptsächlich mit Themen, die einen Bezug zum südwestdeutschen Raum haben. Seit 1977 gab es diese besondere Form einer Sonderausstellung mit der Bezeichnung Große Landesausstellung, jedoch noch bis 1997 in unregelmäßiger Abfolge. Seit 1997 werden Große Landesausstellungen mindestens in jährlicher Folge organisiert, zunehmend auch mehrere pro Jahr. Nachdem von 2005 bis 2014 teilweise bis zu fünf Große Landesausstellungen in einem Jahr stattfanden, soll diese Zahl ab 2015 auf maximal drei beschränkt bleiben. Durch die Ausrichtung auf das Land, seine Kultur und seine Geschichte soll die Landesidentität gefördert werden. Einige Ausstellungen befassen sich mit allgemeinen Themen aus Kunst, Kultur und Naturwissenschaften.
Das Land Baden-Württemberg fördert die Großen Landesausstellungen mit Zuschüssen. Für das Jahr 2008 zum Beispiel waren hierfür etwa 3,5 Millionen Euro vorgesehen. Die einzelnen Ausstellungen werden in der Regel zusätzlich durch Sponsoren unterstützt. In den Jahren 2017 bis 2020 sollen insgesamt rund zwölf Millionen Euro von der Landesregierung investiert werden, damit die elf staatlichen Museen in Baden-Württemberg Sonderausstellungen organisieren können. Davon werden 10 Große Landesausstellungen und 11 weitere Landesausstellungen ohne den Titel Große Landesausstellung stattfinden.

## Landesausstellung von 1955

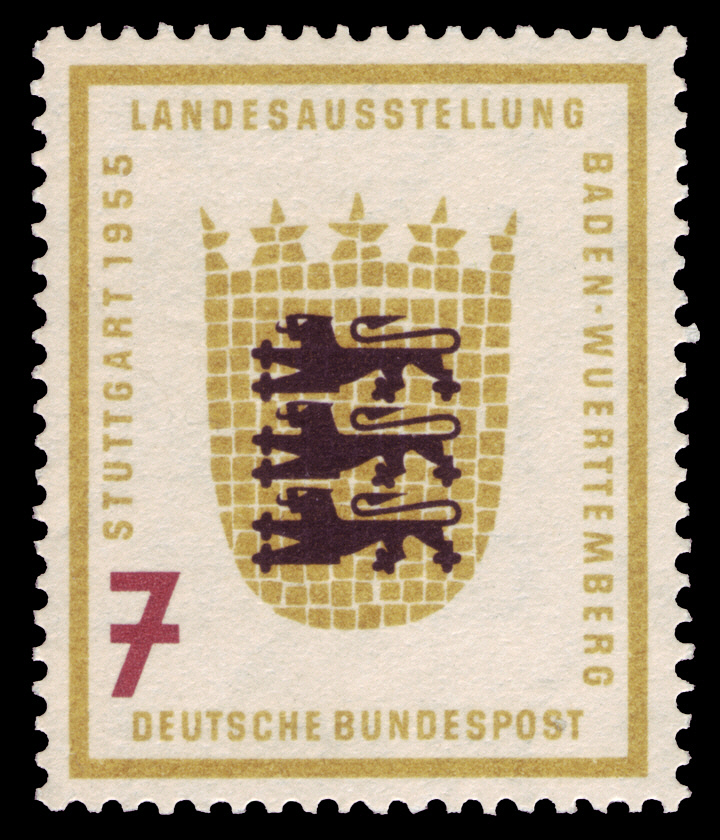
Sonderbriefmarke der Deutschen Bundespost aus Anlass der Landesausstellung 1955 in Stuttgart

Bereits 1955 fand in Stuttgart unter der Bezeichnung Landesausstellung Baden-Württemberg eine große Ausstellung zur Geschichte, Gesellschaft und Kultur der früheren Landesteile Württemberg, Baden und Hohenzollern statt. Ein besonderer Schwerpunkt lag dabei auch auf einer Leistungsschau der Industrie und Wirtschaft des 1952 gegründeten neuen Bundeslandes. Die Landesausstellung wurde am 1. Juli 1955 von Bundespräsident Theodor Heuss auf dem ehemaligen Messegelände des Killesbergs eröffnet und diente der Förderung der Akzeptanz des neuen Bundeslandes. Insofern steht diese vom 1. Juli bis zum 2. Oktober 1955 als Landesausstellung bezeichnete Veranstaltung wegen ihrer besonderen messeähnlichen Art nicht in der Tradition der 1977 begonnenen Großen Landesausstellungen der elf staatlichen Museen.

## Die Großen Landesausstellungen

### 1977 bis 1997
- Als erste Große Landesausstellung gilt die Staufer-Ausstellung, die 1977 zum 25. Landesjubiläum vom Württembergischen Landesmuseum durchgeführt wurde.[4] Die Ausstellung fand vom 26. März bis 5. Juni 1977 im Alten Schloss und im Kunstgebäude statt. Rund 1.000 Exponate aus 17 verschiedenen Staaten waren zu sehen. Es kamen während der nur 72 Tage geöffneten Ausstellung insgesamt 675.000 Besucher.[5] Für diese hohe Zahl waren die Räumlichkeiten nicht ausgelegt, so dass die Besucher mit langen Warteschlangen und dichtem Gedränge in den Museumsräumen zurechtkommen mussten. Für den hohen Ansturm sorgte unter anderem auch, dass zur gleichen Zeit in Stuttgart die Bundesgartenschau lief, und für den gemeinsamen Besuch der Gartenschau und der Großen Landesausstellung kombinierte Eintrittskarten angeboten wurden.

In zunächst sporadischen Abständen von mehreren Jahren dazwischen folgten weitere Große Landesausstellungen:
- Vom 27. Juni bis 25. Oktober 1981 widmete sich eine Große Landesausstellung dem Barock in Baden-Württemberg. Neben Gegenständen aus der bildenden Kunst stand die barocke Architektur auf dem Gebiet des heutigen Baden-Württembergs vom Ende des Dreißigjährigen Krieges bis zur Französischen Revolution im Fokus. Die Ausstellung hatte 110.000 Besucher und wurde vom Badischen Landesmuseum (BLM) im Schloss Bruchsal durchgeführt.[6]
- Vom 14. August bis zum 20. Oktober 1985 wurde im Stuttgarter Kunstgebäude die Große Landesausstellung Keltenfürst von Hochdorf vom Württembergischen Landesmuseum und vom Landesdenkmalamt ausgerichtet.
- Vom 21. Juni bis zum 19. Oktober 1986 fand im Heidelberger Schloss die Große Landesausstellung Die Renaissance im deutschen Südwesten statt. Anlass war das 600. Gründungsjubiläum der Uni Heidelberg. Die Ausstellung wurde durch das Badische Landesmuseum veranstaltet und hatte 70.000 Besucher.[7]
- 1987 war die Große Landesausstellung Baden und Württemberg im Zeitalter Napoleons des Landes Baden-Württemberg aus Anlass des 125-jährigen Bestehens des Württembergischen Landesmuseums Stuttgart im Kunstgebäude zu sehen. Sie fand vom 16. Mai bis 15. August 1987 statt und stand unter der Schirmherrschaft von Lothar Späth.[8] Geringe Besucherzahlen führten zu einem Defizit von 4,5 Millionen DM.[9]
- 1990 besuchten 24.000 Besucher die Große Landesausstellung Klar und lichtvoll wie eine Regel. Planstädte der Neuzeit vom 16. bis zum 18. Jahrhundert, die zum 275. Gründungsjubiläum der Stadt Karlsruhe vom 15. Juni bis 14. Oktober 1990 im Karlsruher Schloss stattfand. Veranstalter war das Badische Landesmuseum.[10]
- Vom 2. Juni bis zum 3. Juli 1992 richtete das Landesmuseum für Technik und Arbeit in Mannheim die Große Landesausstellung Tradition und Umbruch. 40 Jahre Wirtschaft in Baden-Württemberg aus.[11]
- 1993 veranstaltete das Linden-Museum in Stuttgart die Große Landesausstellung Die Gärten des Islam.
- Vom 14. Juni bis 14. September 1997 fand eine Große Landesausstellung zu den Alamannen im SüdwestLB Forum in Stuttgart statt. Die Ausstellung wurde vom Archäologischen Landesmuseum Baden-Württemberg (ALM) konzipiert und stand unter der Schirmherrschaft von Bundespräsident Roman Herzog sowie des Schweizer Präsidenten Arnold Koller.[12]

### 1998 bis 2009
1998
- 1998 wurde vom 28. Februar bis zum 2. August eine Große Landesausstellung mit dem Titel 1848/49 – Revolution der deutschen Demokraten in Baden im Karlsruher Schloss durchgeführt (145.000 Besucher, BLM).[13]

1999
- Vom 5. Juni bis 22. August 1999 zeigte die Staatliche Kunsthalle Karlsruhe das Werk Jean Siméon Chardins unter dem Titel J. S. Chardin – Werk – Herkunft – Wirkung.[14]
- 1999 reiste die Wanderausstellung Vorderösterreich mit dem Untertitel Nur die Schwanzfeder des Kaiseradlers? Die Habsburger im deutschen Südwesten im Rahmen der Landesausstellung von Stuttgart über Rottenburg am Neckar und Schallaburg nach Freiburg im Breisgau. Initiiert wurde die Ausstellung vom Württembergischen Landesmuseum.[15]
- Vom 20. Mai 1999 bis 30. Januar 2000 lief im Linden-Museum Stuttgart die Große Landesausstellung Zeit der Buddhas.
- Vom 11. Dezember 1999 bis zum 7. Mai 2000 zeigte das Badische Landesmuseum in Karlsruhe die Große Landesausstellung Jahrhundertwenden 1000 – 2000. Rückblicke in die Zukunft.[16]

2000
- 2000 bis 2001 wurde die Große Landesausstellung Mythos Jahrhundertwende. Mensch, Natur, Maschine in Zukunftsbildern 1800–1900 – 2000 vom Landesmuseum für Technik und Arbeit in Mannheim ausgerichtet.[17]

2001
- Vom 27. Januar bis 29. April 2001 beherbergte das Badische Landesmuseum in Karlsruhe die Große Landesausstellung Im Labyrinth des Minos – Kreta, die erste europäische Hochkultur. Die Ausstellung stand unter der Schirmherrschaft von Konstantinos Stefanopoulos und Erwin Teufel.[18]
- 2001 wurde die Große Landesausstellung Troia – Traum und Wirklichkeit veranstaltet. Im Forum der Landesbank Baden-Württemberg in Stuttgart war die Ausstellung vom 17. März bis zum 17. Juni 2001 zu sehen. Es handelte sich um eine vom Archäologischen Landesmuseum Baden-Württemberg, dem Troia-Projekt der Universität Tübingen, dem Braunschweigischen Landesmuseum, dem Herzog Anton Ulrich-Museum und der Kunst- und Ausstellungshalle der Bundesrepublik Deutschland gemeinsam organisierte Ausstellung. Im Rahmen der Ausstellung wurde der Traum Troja, vertreten durch Künstler von der Antike bis zur Gegenwart, der historischen Wirklichkeit gegenübergestellt. Insgesamt besuchten 850.000 Besucher die Ausstellung an den drei Standorten Stuttgart, Braunschweig und Bonn. Die Ausstellung stand unter der Schirmherrschaft von Ahmet Necdet Sezer und Johannes Rau.[19]
- Vom 29. September 2001 bis zum 3. Februar 2002 wurde das spätmittelalterliche Leben, Handwerk und Kunstschaffen in den Städten entlang des Oberrheins in der Großen Landesausstellung Spätmittelalter am Oberrhein dokumentiert.[20][21] (150.000 Besucher, BLM)

2002
- 2002 war die Große Landesausstellung Schwarzwaldhochstraße – Aktuelle Kunst in und aus Baden-Württemberg in der Staatlichen Kunsthalle in Baden-Baden zu sehen.
- 2002 bis 2003 richteten das Haus der Geschichte Baden-Württemberg, das Württembergische Landesmuseum und das Badische Landesmuseum gemeinsam die Große Landesausstellung Mit 100 Sachen durch die Landesgeschichte aus.[22]

Die beiden 2002 begonnenen Großen Landesausstellungen erhielten Sondermittel anlässlich der Gründung des Landes Baden-Württemberg vor 50 Jahren.
2003
- Die Große Landesausstellung Alte Klöster – Neue Herren des Württembergischen Landesmuseums lockte 155.000 Besucher nach Bad Schussenried. Thema war das 200. Jubiläum der Säkularisation, durch die im Jahr 1803 Klöster aufgelöst und geistliche Territorien eingezogen wurden.[23]
- Im Rahmen der Großen Landesausstellung Eugène Delacroix wurden mehr als 200 Exponate in der Kunsthalle Karlsruhe gezeigt. Die Ausstellung lief von November 2003 bis Februar 2004 und hatte 90.000 Besucher.[24]

2004
- Die Große Landesausstellung Hannibal ad Portas. Macht und Reichtum Karthagos wurde vom 25. September 2004 bis zum 30. Januar 2005 vom Badischen Landesmuseum in Karlsruhe gezeigt.[25]

2005
- Die Große Landesausstellung Imperium Romanum wurde 2005 bis 2006 als Doppelausstellung in Karlsruhe und Stuttgart ausgerichtet. In Stuttgart wurden die römische Kultur und Herrschaft in Südwestdeutschland von den letzten zwei Jahrzehnten v. Chr. bis ins 3. Jahrhundert n. Chr. dargestellt. Die Karlsruher Ausstellung befasste sich mit dem Niedergang des Römischen Reiches von der Mitte des 3. Jahrhunderts bis zum Ende des 5. Jahrhunderts. Die Ausstellung in Karlsruhe (BLM) erreichte 110.000 Besucher, die Stuttgarter Ausstellung (ALM) vom 1. Oktober 2005 bis zum 8. Januar 2006 etwa 150.000 Besucher.[26][27]
- Die Große Landesausstellung Einstein begreifen wurde im Landesmuseum für Technik und Arbeit 2005 bis 2006 in Mannheim gezeigt. Experimente, Animationen, Computersimulationen und biographische Objekte stellten Einsteins Arbeiten dar. Zu der Ausstellung kamen 90.000 Besucher.
- Die Staatliche Kunsthalle in Karlsruhe zeigte 2005 bis 2006 die Große Landesausstellung David Teniers 1610-1690. Alltag und Vergnügen in Flandern.

2006
- In der Staatsgalerie Stuttgart wurde 2006 die Große Landesausstellung Claude Monet – Felder im Frühling gezeigt. In 41 Gemälden stellte die Ausstellung eines der wichtigsten Themen im Schaffen des impressionistischen Malers Claude Monet, die Darstellung von Feldern und Wiesen, dar. Insgesamt wurden 260.000 Besucher gezählt.
- Die Große Landesausstellung Kunst lebt! – Die Welt mit anderen Augen sehen zeigte anlässlich der Fußball-Weltmeisterschaft Objekte aus allen Landesmuseen und vielen anderen Kultureinrichtungen Baden-Württembergs.
- Die Große Landesausstellung Das Königreich Württemberg 1806–1918 Monarchie und Moderne des Landesmuseums Württemberg befasste sich vom 22. September 2006 bis zum 4. Februar 2007 anlässlich der zweihundertjährigen Wiederkehr des Gründungsjahrs 1806 mit der Zeit von der Erhebung Württembergs zum Königreich bis zum Ende der Monarchie 1918. Neben dem württembergischen Königshaus wurde auch das Leben der Bevölkerung dargestellt. Die Ausstellung stand unter der Schirmherrschaft von Günther Oettinger und Carl Herzog von Württemberg.[28]
- Die Große Landesausstellung Abenteuer Raumfahrt – Aufbruch ins Weltall vom 28. September 2006 bis zum 9. April 2007 im Landesmuseum für Technik und Arbeit in Mannheim zeigte, was schon getan wurde und was noch fehlt, damit der Mensch sich dauerhaft ins All erheben kann. 180.000 Besucher kamen in die Ausstellung.

2007
- Vor 12.000 Jahren in Anatolien – Die ältesten Hochkulturen der Menschheit – die Große Landesausstellung des Badischen Landesmuseums präsentierte neue archäologische Erkenntnisse und nie zuvor ausgestellte Funde über den Wandel vom Jäger und Sammler zum Ackerbauern und Viehzüchter.[29]
- Saurier – Erfolgsmodelle der Evolution: Diese Große Landesausstellung zeigte die Saurier als überaus erfolgreiche Tiere, die unseren Planeten 250 Millionen Jahre bevölkerten. 328.000 Besucher kamen zu der Ausstellung in das Naturkundemuseum Stuttgart.[30]
- Ägyptische Mumien – Unsterblichkeit im Land der Pharaonen – 6. Oktober 2007 bis 24. März 2008 im Landesmuseum Württemberg Stuttgart. Der Schwerpunkt der Große Landesausstellung lag auf dem Mumifizierungswesen der alten Ägypter, das sich über fast vier Jahrtausende nachvollziehen lässt. Etwa 350 Objekte aus kooperierenden Museen wurden gezeigt.[31][32] Insgesamt haben rund 215.000 Besucher die Ausstellung besucht.

2008
- Grünewald und seine Zeit in der staatlichen Kunsthalle Karlsruhe vom 8. Dezember 2007 bis 2. März 2008. Über 100.000 Besucher sahen 160 Werke aus der Zeit um 1500. Zur Einordnung von Grünewald wurden Arbeiten anderer Künstler der Epoche gezeigt.[33]
- Matisse – Menschen Masken Modelle, 27. September 2008 bis 11. Januar 2009, Staatsgalerie Stuttgart. Thematisch steht die Porträtkunst des Künstlers im Mittelpunkt. Es wurden etwa 40 Ölgemälden, ebenso viele Zeichnungen und Porträtskulpturen von Matisse gezeigt.
- Von der Fläche zum Raum – Malewitsch und die frühe Moderne (Malewitsch und sein Einfluss – 100 Jahre Kunsthalle Baden-Baden), 25. Oktober 2008 bis 25. Januar 2009, Große Landesausstellung in der Kunsthalle Baden-Baden.
- Das Haus der Geschichte Baden-Württemberg zeigte die Große Landesausstellung Das Wunder von Bregenz – Die Fußball-Ausstellung in der Fankurve Bodensee.

2009
- Eiszeit. Kunst und Kultur war vom 18. September 2009 bis 10. Januar 2010 die Große Landesausstellung des Archäologischen Landesmuseums im Kunstgebäude Stuttgart.[34]
- Erben des Imperiums – Das Königreich der Vandalen war vom 24. Oktober 2009 bis 15. Februar 2010 im Badischen Landesmuseum Karlsruhe zu sehen.[35]
- Die Große Landesausstellung Schätze des Alten Syrien – Die Entdeckung des Königreichs Qatna wurde vom 17. Oktober 2009 bis 14. März 2010 im Landesmuseum Württemberg gezeigt.[36]

### 2010 bis 2019
2010
- Die Große Landesausstellung Ihr und wir. Die Integration der Heimatvertriebenen in Baden-Württemberg lief vom 13. November 2009 bis zum 22. August 2010 im Haus der Geschichte Baden-Württemberg in Stuttgart.
- Die Große Landesausstellung „Gefühle, wo man schwer beschreiben kann.“ Fußball in Baden-Württemberg wurde im Kunstgebäude Stuttgart vom 28. März bis 11. Juli 2010 vom Haus der Geschichte Baden-Württemberg veranstaltet.[37]
- Der ursprünglich geplante Titel Hast du Töne?! Musikland Baden-Württemberg wurde zur Großen Landesausstellung vom 16. April 2010 bis 12. September 2010 mit dem Titel Vom Minnesang zur Popakademie im Badischen Landesmuseum in Karlsruhe ausgestaltet und lief auch parallel unter dem Titel Freud und Leid in Dur und Moll im Landesmuseum Württemberg in Stuttgart.[38]

2011
- Die Staatsgalerie Stuttgart machte den Schwäbischen Maler Hans Holbein den Älteren zum Thema der Großen Landesausstellung Hans Holbein d. Ä.: Die graue Passion in ihrer Zeit, die vom 27. November 2010 bis 20. März 2011 lief.[39]
- Weltsichten – Blick über den Tellerrand. Große Landesausstellung vom 17. September 2011 bis 9. Januar 2012 im Linden-Museum und Kunstgebäude in Stuttgart.
- Unser täglich Brot... Die Industrialisierung der Ernährung – Der industrialisierte Geschmack, Große Landesausstellung vom 29. Oktober 2011 bis 29. April 2012 im Technoseum in Mannheim.

2012
- Liebe Deinen Nachbarn. Baden-württembergisch-französisch-schweizerische Beziehungsgeschichten. Ende April bis Anfang September 2012, Haus der Geschichte, Ausstellungsort: Augustinermuseum Freiburg.[40]
- Die Große Landesausstellung Baden! 900 Jahre. – Geschichte eines Landes lief vom 16. Juni bis zum 11. November 2012 im Badischen Landesmuseum Karlsruhe.[41][42]
- Die Welt der Kelten. Zentren der Macht – Kostbarkeiten der Kunst. im Kunstgebäude und Altem Schloss Stuttgart, 15. September 2012 bis 17. Februar 2013, Archäologisches Landesmuseum und Landesmuseum Württemberg.[43]
- Camille Corot – Natur und Traum, 29. September 2012 bis 20. Januar 2013, Staatliche Kunsthalle Karlsruhe.[44]
- Mythos Atelier. Künstlerräume von Carl Spitzweg bis Bruce Nauman, Staatsgalerie Stuttgart, 27. Oktober 2012 bis 10. Februar 2013.

2013
- Durch Nacht zum Licht? Die Geschichte der Arbeiterbewegung 1863 bis 2013, 2. Februar bis 25. August 2013, TECHNOSEUM – Landesmuseum für Technik und Arbeit Mannheim.[45][46]
- In der Luft und unter Wasser – unterwegs im Bodenlosen, 25. April bis 10. November 2013, Staatliches Museum für Naturkunde Karlsruhe, 66.000 Besucher.
- Im Glanz der Zaren – Die Romanows und Württemberg, 5. Oktober 2013 bis 23. März 2014 im Landesmuseum Württemberg.[47][48]
- Inka – Könige der Anden. 12. Oktober 2013 bis 16. März 2014 im Linden-Museum Stuttgart.[49][50]

2014
- Room Service – Vom Hotel in der Kunst und Künstlern im Hotel. 22. März bis 22. Juni 2014, Staatliche Kunsthalle Baden-Baden.
- Das Konstanzer Konzil. Weltereignis des Mittelalters, Große Landesausstellung des Badischen Landesmuseum vom 27. April bis zum 21. September 2014 (Ausstellungsort: Konzilgebäude Konstanz). Diese Große Landesausstellung stand unter der Schirmherrschaft von Bundespräsident Joachim Gauck. Annähernd 350 Exponate der Konzilszeit waren zu sehen. 1414 begann das Konzil von Konstanz, ein kirchenpolitisches Großereignis, welches die Stadt am Bodensee von 1414 bis 1418 zum Zentrum der europäischen Diplomatie machte.[51][52]
- Fastnacht der Hölle. Der Erste Weltkrieg und die Sinne. 4. April 2014 bis 1. März 2015, Haus der Geschichte Baden-Württemberg.[53][54]
- Die Große Landesausstellung Oskar Schlemmer – Visionen einer neuen Welt wurde vom 21. November 2014 bis 19. April 2015 in der Staatsgalerie Stuttgart gezeigt.[55][56] Die Ausstellung war ursprünglich nur bis 6. April 2015 geplant, wurde dann aber wegen des sehr hohen Besucherandrangs verlängert.[57]

2015
- Herzblut – Geschichte und Zukunft der Medizintechnik (25-jähriges Museumsjubiläum des Technoseums). 5. November 2014 bis 7. Juni 2015, TECHNOSEUM – Landesmuseum für Technik und Arbeit in Mannheim.[58][59]
- Die Große Landesausstellung Karl Wilhelm 1679 –1738 des Badischen Landesmuseums lief vom 9. Mai bis zum 18. Oktober 2015 im Schloss Karlsruhe und widmete sich der Zeit und des Lebens von Markgraf Karl Wilhelm von Baden, der 1715 die Residenzstadt Karlsruhe gründete.[60]
- Die Große Landesausstellung Die Meister-Sammlerin Karoline Luise von Baden vom 30. Mai bis 6. September 2015 in der Staatlichen Kunsthalle Karlsruhe hatte das Leben der Markgräfin Karoline Luise von Baden (1723–1783) behandelt, die mit ihrer Kunstsammlung zum frühen Ruhm der Stadt Karlsruhe als Ort der Wissenschaften und Künste beitrug.[61]

2016
- Gutes Böses Geld lief vom 5. März bis 19. Juni 2016 in der Staatlichen Kunsthalle Baden-Baden.[62]
- Die Große Landesausstellung Naturdetektive – Eine Ausstellung für Kinder zum Mitmachen, Forschen und Entdecken fand vom 24. März bis 20. November 2016 im Schloss Rosenstein des Staatlichen Museums für Naturkunde Stuttgart statt. Sie war die erste Große Landesausstellung Baden-Württemberg speziell für Kinder und Familien und stand unter der Schirmherrschaft von Ministerpräsident Winfried Kretschmann.
- Die Große Landesausstellung 4.000 Jahre Pfahlbauten des Archäologisches Landesmuseum Baden-Württemberg und dem Landesamt für Denkmalpflege Baden-Württemberg wurde vom 16. April bis 9. Oktober 2016 im Kloster Schussenried und im Federseemuseum Bad Buchau ausgerichtet.[63]

2017
- Die Schwaben. Zwischen Mythos und Marke wurde vom 22. Oktober 2016 bis 23. April 2017 als Große Landesausstellung im Landesmuseum Württemberg gezeigt. Sie stand unter der Schirmherrschaft des Ministerpräsidenten Winfried Kretschmann.[64][65][66]
- 2 Räder – 200 Jahre. Freiherr von Drais und die Geschichte des Fahrrades im Technoseum, dem Landesmuseum für Technik und Arbeit in Mannheim, lief vom 11. November 2016 bis 25. Juni 2017.[67]
- Der Meister von Meßkirch – Katholische Pracht in der Reformationszeit war der Titel der Großen Landesausstellung vom 8. Dezember 2017 bis 2. April 2018 in der Staatsgalerie Stuttgart über den großen unbekannten Renaissancemaler, der als Meister von Meßkirch seine Spuren hinterließ.

2018
- Das Naturkundemuseum Karlsruhe zeigte vom 21. Juni 2018 bis zum 29. Januar 2019 die Große Landesausstellung Flusspferde am Oberrhein. Wie war die Eiszeit wirklich?[68]
- Das Haus der Geschichte Baden-Württemberg zeigte vom 30. September 2018 bis zum 11. August 2019 die Große Landesausstellung Vertrauensfragen. Der Anfang der Demokratie im Südwesten 1918–1924.[69]
- Die Große Landesausstellung Leben im Bernsteinwald am Staatlichen Museum für Naturkunde Stuttgart lief vom 6. Dezember 2018 bis zum 28. Juli 2019.[70]

2019
- Ab 12. Oktober 2019, ursprünglich bis 3. Mai 2020, am 17. März 2020 aufgrund der Verordnung zur COVID-19-Pandemie in Baden-Württemberg vorzeitig geschlossen; nach Wiedereröffnung am 12. Mai 2020 verlängert bis 16. August 2020, Linden-Museum zur Völkerkunde in Stuttgart: Azteken[71]
- Ab 19. Oktober 2019, ursprünglich bis 19. April 2020 geplant, aufgrund der COVID-19-Pandemie nur bis 17. März 2020, Badisches Landesmuseum Karlsruhe: Kaiser und Sultan – Nachbarn in Europas Mitte. 1600 – 1700; gleichzeitig Jubiläumsausstellung zu „100 Jahre Badisches Landesmuseum“[72]
- 30. November 2019 bis 8. März 2020, Staatliche Kunsthalle Karlsruhe: Hans Baldung Grien[73]

### Seit 2020
2020
- 7. März bis 21. Juni 2020, Staatliche Kunsthalle Baden-Baden: Körper. Blicke. Macht. Eine Kulturgeschichte des Bades[74]
- Seit 24. Oktober 2020, aufgrund der Corona-Pandemie verlängert bis 24. April 2022, Landesmuseum Württemberg im Alten Schloss Stuttgart: Fashion?! Was Mode zu Mode macht[75][76]

2021
- 13. Oktober 2021 bis 19. Juni 2022, Museum Schloss Rosenstein in Stuttgart: Anthropozän – Zeitalter? Zeitenwende? Zukunft?[77][78]
- 13. November 2021 bis 19. Juni 2022, Technoseum, Landesmuseum für Technik und Arbeit in Mannheim: Arbeit und Migration[79]
- 17. November 2021 bis 11. September 2022, Staatliches Museum für Naturkunde Karlsruhe: Neobiota – Natur im Wandel[80]

2022/2023
- 14. Oktober 2022 bis 23. Juli 2023, Haus der Geschichte Baden-Württemberg in Stuttgart: Liebe. Was uns bewegt. Dritter Teil der Ausstellungstrilogie Gier. Hass. Liebe[81]

2024

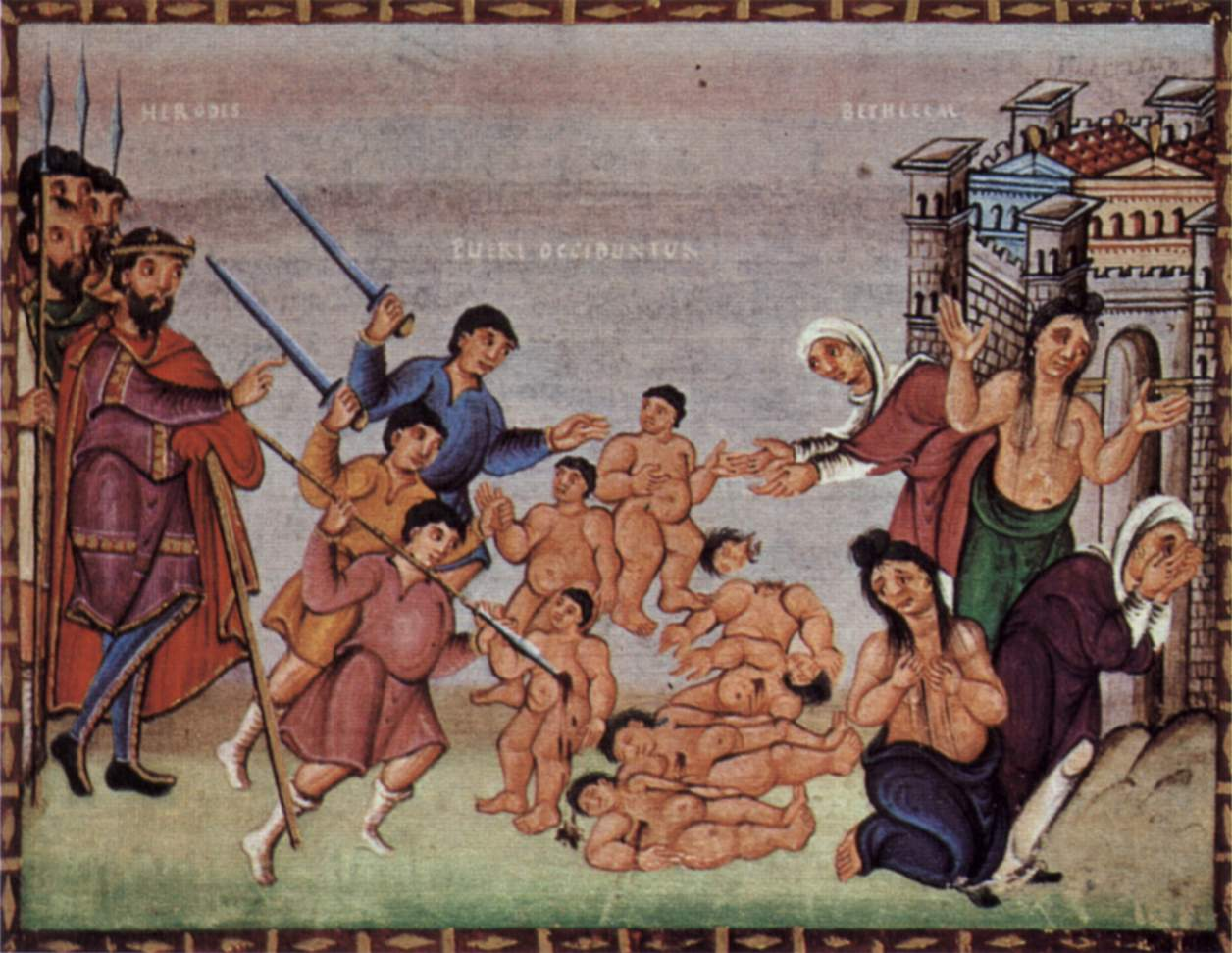
Codex Egberti, fol. 15v: Bethlehemitischer Kindermord (Meister des Registrum Gregorii, ein Meister der Reichenauer Malschule, 10. Jahrhundert)

- 20. April bis 20. Oktober 2024, Konstanz am Bodensee, Archäologisches Landesmuseum Baden-Württemberg und Klosterinsel Reichenau: Welterbe des Mittelalters – 1300 Jahre Klosterinsel Reichenau[82][83]
- 13. September 2024 bis 26. Januar 2025, Kunstgebäude Stuttgart, THE hidden LÄND – Wir im ersten Jahrtausend. Die Ausstellung geht mit archäologischen Befunden der Frage nach, wer die Menschen waren, die das Territorium des heutigen Landes Baden-Württemberg im ersten Jahrtausend bevölkerten. Veranstalter sind das Archäologische Landesmuseum Baden-Württemberg und das Landesamt für Denkmalpflege.[84]
- 27. Oktober 2024 bis 4. Mai 2025 im Landesmuseum Württemberg, Stuttgart: PROTEST! Von der Wut zur Bewegung.[85]

2025
- 11. April 2025 bis 11. Januar 2026, Staatsgalerie Stuttgart: Katharina Grosse. Diese Ausstellung stellt die Plastiken, Skulpturen und Gemälde der in Freiburg im Breisgau geborenen Künstlerin seit den 1980er Jahren vor.[86]
- 26. April bis 5. Oktober 2025, Kloster Schussenried: UFFRUR! Utopie und Widerstand im Bauernkrieg 1524/25. Als zweiter Teil der Großen Landesausstellung des Landesmuseums Württemberg über Bürgerbewegungen und Proteste befasst sich die Ausstellung im Kloster Schussenried speziell mit den Ereignissen des Bauernkriegs zwischen Juni 1524 und Juni 1525 im gesamten deutschen Südwesten.[87]

## Ausstellungen der Länder Baden-Württemberg, Rheinland-Pfalz und Hessen
- Die Staufer und Italien. 19. September 2010 bis 20. Februar 2011, Ausstellung der Länder Baden-Württemberg, Rheinland-Pfalz und Hessen. Diese erste gemeinsame Ausstellung der drei Länder fand 30 Jahre nach der großen Staufer-Ausstellung in Stuttgart 1977 statt. Sie wurde von den Reiss-Engelhorn-Museen in Mannheim durchgeführt.[88]
- Die Wittelsbacher am Rhein. Die Kurpfalz und Europa. 8. September 2013 bis 2. März 2014, 2. Ausstellung der Länder Baden-Württemberg, Rheinland-Pfalz und Hessen.[89]